# El Alhuate, El Fuerte
El Alhuate är en ort i Mexiko.   Den ligger i kommunen El Fuerte och delstaten Sinaloa, i den västra delen av landet, 1 200 km nordväst om huvudstaden Mexico City. El Alhuate ligger 26 meter över havet och antalet invånare är 135.
Terrängen runt El Alhuate är mycket platt. Runt El Alhuate är det ganska tätbefolkat, med 72 invånare per kvadratkilometer. Närmaste större samhälle är Los Mochis, 17,0 km sydväst om El Alhuate. Trakten runt El Alhuate består till största delen av jordbruksmark.